# Floyd Mayweather Jr.
Floyd Mayweather Jr., nascido Floyd Joy Sinclair (Grand Rapids, 24 de fevereiro de 1977), é um ex-pugilista norte-americano invicto e amplamente reconhecido como o melhor pugilista da sua geração e entre os maiores lutadores de todos os tempos. Foi doze vezes campeão mundial em cinco categorias diferentes, de superpena a médio-ligeiro, conquistando também os meios-médios e médios-ligeiros. Mayweather foi duas vezes nomeado pela revista Ring como Lutador do ano (1998 e 2007), e venceu o prêmio ESPY Awards (dado pela ESPN ao melhor lutador do ano) em 2007, 2008, 2010, 2012 e 2013. Com 50 vitórias nas 50 lutas que disputou, Floyd
é um dos poucos lutadores que encerraram suas carreiras sem nenhuma derrota  
No começo de sua carreira, Floyd ganhou a alcunha de "Pretty Boy", ou “Garoto Bonito” em português, já que com uma defesa perfeita, ele recebia poucos golpes e terminava as lutas sem marcas dos combates na face. Mais tarde, passou a ser conhecido por “Money”, devido a ser o atleta mais bem pago do mundo de qualquer modalidade esportiva, e por ostentar pertencentes e propriedades luxuosas como carros de luxo e uma grande coleção de relógios. Em 2017, a revista Forbes, especializada em finanças, citava que apenas Michael Jordan, lenda da NBA, e Tiger Woods, astro do golfe, conseguiram romper a barreira do bilhão de dólares em premiações. Jordan e Woods, porém, percorreram toda a carreira com volumes gigantes de patrocínio, principalmente da multinacional Nike. Mayweather, ao contrário, nunca teve um grande patrocinador. Ou seja, o montante de seu patrimônio foi construído em cima de seu cartel.
Mayweather foi ainda considerado o melhor peso por peso do Mundo pela Ring Magazine, Sports Illustrated, ESPN, BoxRec, Fox Sports e Yahoo! Sports, e um dos maiores nomes da história do boxe e do esporte.

## Biografia
Floyd Mayweather Jr é filho do boxeador Floyd Mayweather, e sobrinho do boxeador campeão do Mundo Roger “Black Mamba” Mayweather.
Por conta da família, o boxe sempre fez parte da vida de Floyd, e desde criança, ele nunca pensou em ter outra profissão. “Eu acho que minha avó foi a primeira a ver meu potencial. Quando eu era pequeno ela disse para eu não arrumar outro emprego, apenas continuar lutando”.
Apesar da família bem sucedida no esporte, Floyd viveu uma infância pobre e sofrida em Nova Jersey. Às vezes não tinha eletricidade, e era comum encontrar viciados em heroína em seu quintal.
Todo tempo que passava com seu pai, era na academia de boxe. Floyd diz que não se lembra de ir a outro lugar com o pai senão a academia. Sobre sua relação com a figura paternal, falava de abusos físicos “Eu sempre pensei que ele gostava mais da minha meia-irmã do que de mim, porque ela nunca foi chicoteada, e eu era chicoteado por ele toda hora”. O pai, no entanto, nega as acusações de bater no filho, mas assume ter vendido drogas para sustentar o filho. “Se não fosse por mim, ele não estaria onde está hoje”.
Floyd discorda do pai, e argumenta que conseguiu tudo com os próprios braços. "Minha mãe era viciada em crack. Meu pai foi para a prisão. Tudo que eu precisava fazer era lutar, ser mais forte. Meu pai foi para a prisão quando eu tinha 16 anos, eu estava sozinho. Quando ele voltou eu já tinha 21 anos. Eu já tinha minha casa, já tinha meu carro. Eu já era um homem feito. Eu consegui isso com 19 anos. Doeu quando ele foi para a prisão, porque não gosto de ver ninguém perder sua liberdade. Mas eu era tratado muito mal por ele. Tudo que eu fazia quando era criança, ele me batia, batia de cinto ou com uma corda. Podemos nunca esquecer, mas podemos perdoar, foi o que eu fiz".
O antigo apelido de Mayweather “Pretty Boy”, ou no português, “Garoto Bonito”, foi dado pelos parceiros de boxe amador, pela ausência de cicatrizes no rosto de Floyd. As poucas marcas no rosto são reflexos da apuradíssima técnica defensiva ensinada pelo seu tio, Roger. Mayweather desenvolveu um sistema defensivo, praticamente impenetrável,  baseado na rotação de ombro, sua principal característica.

## Boxe

### Estilo
Mayweather tem um estilo defensivo extremamente eficiente, beirando à perfeição. Ele utiliza com maestria os ombros para medir a distância e impedir os ataques dos rivais. Sua esquiva é extraordinária e seu jogo de pernas o torna um alvo quase invisível no ringue. Além disso, usa como poucos o chamado "Shoulder roll", ou "defesa com o ombro", com a qual ele utiliza seus ombros para proteger o queixo e desviar os ataques dos adversários. Por usar com maestria essa técnica de defesa, ela é considerada sua a marca registrada. Por fim, na parte defensiva, ele também utiliza a chamada "High elbow block", onde ele posiciona seu cotovelo esquerdo sobre o oponente, praticamente anulando os golpes de direita do adversário.
Com todo esse arsenal defensivo, em toda sua carreira (amadora e profissional), Mayweather foi à lona apenas uma vez, em 2001, contra o mexicano Carlos Hernández.
Já na parte ofensiva, Mayweather utiliza as seguintes técnicas:
- "Leaning right" - Ele gosta de inclinar o corpo para a frente e esperar o jab do oponente para contragolpear por cima da guarda com a mão direita em grande velocidade e potência.
- "Head pull" - Utiliza o braço esquerdo para abaixar a cabeça do adversário e logo em seguida acerta um potente golpe de direita (gancho ou cruzado).
- "Opening guard" - Com controle da distâcia e refinado jogo de pernas que garantem o amplo domínio do ringue, Mayweather usa a guarda baixa para tentar provocar a precipitação dos oponentes.

Assim, pode-se dizer que ele tem muita qualidade técnica, gosta de contragolpe e não foge da trocação.
Ele também é conhecido por sua grande capacidade anaeróbia, que é a quantidade de energia liberada por unidade de tempo.

## Carreira

### Carreira Amadora
Mayweather teve um recorde amador de 84-6, e venceu o torneio em 1993, 1994 e 1995.
Em 1995, ele tentou a vaga nos Jogos Pan-Americanos de Mar Del Plata, mas não conseguiu. Ele perdeu para Carlos Navarro nas seletivas nacionais estadunidense, e não pôde representar o país no evento.
Aos 19 anos, o primeiro desafio de grande porte e sua última experiência amadora: as Olimpíadas. Em Atlanta-1996, Floyd Mayweather faturou a medalha de bronze na categoria dos penas (até 57 kg). Ele foi derrotado nas semifinais pelo búlgaro Serafim Todorov. Esta é, até hoje, a última vez em que Mayweather saiu do ringue sem a vitória.

### Carreira profissional

#### Título Mundial dos Superpenas
Em 3 de outubro de 1998 Mayweather foi em busca do Título Mundial dos Superpenas CMB (Conselho Mundial de Boxe). No combate enfrentou o campeão Genaro Hernández em Las Vegas. Money dominou Hernández durante todo o combate, até a sua finalização por nocaute técnico no oitavo assalto. Mayweather foi o primeiro medalhista olímpico de 1996 a conquistar um cinturão.
Money defendeu ainda o cinturão em oito  oportunidades, contra: Angel Manfredy, Carlos Ríos, Justin Juuko, Carlos Gerena, Gregorio Vargas, Diego Corrales, Carlos Hernandez e Jesus Chávez. Floyd deixou o título vago, e mudou de categoria.

#### Título Mundial Dos Leves

##### Mayweather vs Castillo I
Mayweather invadiu a divisão dos leves enfrentando José Luis Castillo, dono do cinturão da categoria. A luta foi muito difícil, e os árbitros marcaram 116-111/115-111/115-111 a favor de Money. Por conta do resultado apertado, foi marcada uma revanche imediata.

##### Mayweather vs Castillo II
Em 8 de dezembro de 2002, Money enfrentou pela segunda vez Castillo, desta vez como campeão. Dessa vez Money mostrou todo seu repertório, e conseguiu evitar praticamente todos os golpes de Castillo, que só acertou seu corpo. A luta acabou com 115-113/116-113/115-113 a favor de Floyd, que venceu de maneira unânime.
Money ainda defendeu seu título por mais duas vezes, totalizando 3 defesas de cinturão. Além da primeira contra Castillo, venceu Victoriano Sosa e Phillip N'dou. Mais uma vez Floyd deixou o título vago, para mudar de divisão.

#### Título Mundial dos Superleves
Floyd Mayweather enfrentou DeMarcus Corley em maio de 2004, numa luta eliminatória para conseguir um title shot para o cinturão dos superleves. Mayweather derrubou Corley nos assaltos 8 e 10 e mais uma vez venceu de maneira unânime.
Em outra luta eliminatória, Floyd bateu Henry Bruseles, por nocaute técnico, no oitavo assalto.

##### Mayweather vs Gatti
Finalmente Money enfrentou o campeão mundial dos Superleves, Arturo Gatti em Junho de 2005, em Atlantic City. Logo no começo da luta, Arturo Gatti foi a lona, e seguiu apanhando até o sexto assalto, quando Floyd ganhou por TKO.
Sem defender seu título, Floyd mais uma vez subiu de categoria, dessa vez para os Meio-médios.

#### Título Mundial dos Meio-Médios FIB
Para conseguir o titleshot, Floyd teve que mandar a lona Sharmba Mitchel, no sexto round.

##### Mayweather vs Judah
Depois de surrar Judah durante todo o combate, no décimo assalto, o campeão golpeou Mayweather com um golpe baixo, totalmente ilegal. O tio de Mayweather, Roger Mayweather, subiu no ringue então, para insultar Judah, devido a um golpe baixo que Mayweather sofreu entre as pernas. O pai do pugilista subiu ao ringue para defender o filho, iniciando assim uma briga imensa entre as duas equipes.
Por invasão, Roger foi suspenso por um ano e obrigado a pagar 200.000 dolares a comissão atlética de Nevada. Depois de alguns minutos, o combate retomou, com a ajuda da policia, e acabou pontuado por 119-109/116-112/117-111 a favor  de Money, agora campeão dos Meio-Médios.

#### Título Mundial dos Meio-Médios CMB

##### Mayweather vs Baldomir
A luta, que foi disputada Las Vegas, no Estado de Nevada (EUA), teve decisão unânime dos juízes mais uma vez a favor de Mayweather.
"Mayweather foi muito rápido e não consegui alcançá-lo. Quando conseguia chegar nele, estava sem força", concluiu o argentino, que não perdia um luta já oito anos e nunca sofreu uma derrota por nocaute.
Depois de vencer, Money desafiou o campeão médio-ligeiro Oscar de la Hoya em público.

#### Rompimento com a "Top Rank" e criação da "Mayweather Promotions"
Antes de enfrentar De La Hoya, Mayweather fez um movimento importante e que impulsionou sua carreira. Ele rompeu com a Top Rank, empresa promotora de boxeadores, e passou a gerir a própria vida, através da "Mayweather Promotions". Pagou a multa de US$ 750 mil e daí em diante ganhou muito dinheiro.

#### Título Mundial dos Médio-ligeiros

##### Floyd Mayweather XOscar De La Hoya
Mayweather conquistou seu sexto título mundial em cinco categorias diferentes em uma decisão apertada dos juízes. A luta rendeu US$ 136 milhões no PPV, e teve o maior número de assinaturas da história, com 2,5 milhões.
Os 16 mil ingressos para a luta foram negociados em apenas três horas, e garantiram bilheteria de US$ 19 milhões, quebrando a marca de US$ 17 milhões obtidos no duelo entre Lennox Lewis e Evander Holyfield, em 1999.
Floyd venceu Oscar De La Hoya em 6 de maio de 2007, na única decisão dividida da sua carreira (116 a 112 e 115 a 113) contra um do adversário (115 a 113).
O triunfo lhe rendeu US$ 25 milhões. De La Hoya, mesmo derrotado, levou US$ 52 milhões. A citação é importante porque foi a última vez em que um rival levou mais dinheiro que Mayweather.

##### Floyd Mayweather X Ricky Hatton
Floyd voltou a lutar no mesmo ano, contra o inglês Ricky Hatton. Floyd revalidou seu título de campeão do peso meio-médio(até 66,678 quilos), depois de vencer por nocaute o inglês no décimo assalto.

#### Aposentadoria
Invicto, Floyd anunciou sua aposentadoria dos ringues. "Não tenho mais nada a provar", disse Mayweather, claramente desmotivado com a falta de oponentes à altura, ao canal HBO.

#### Volta aos ringues

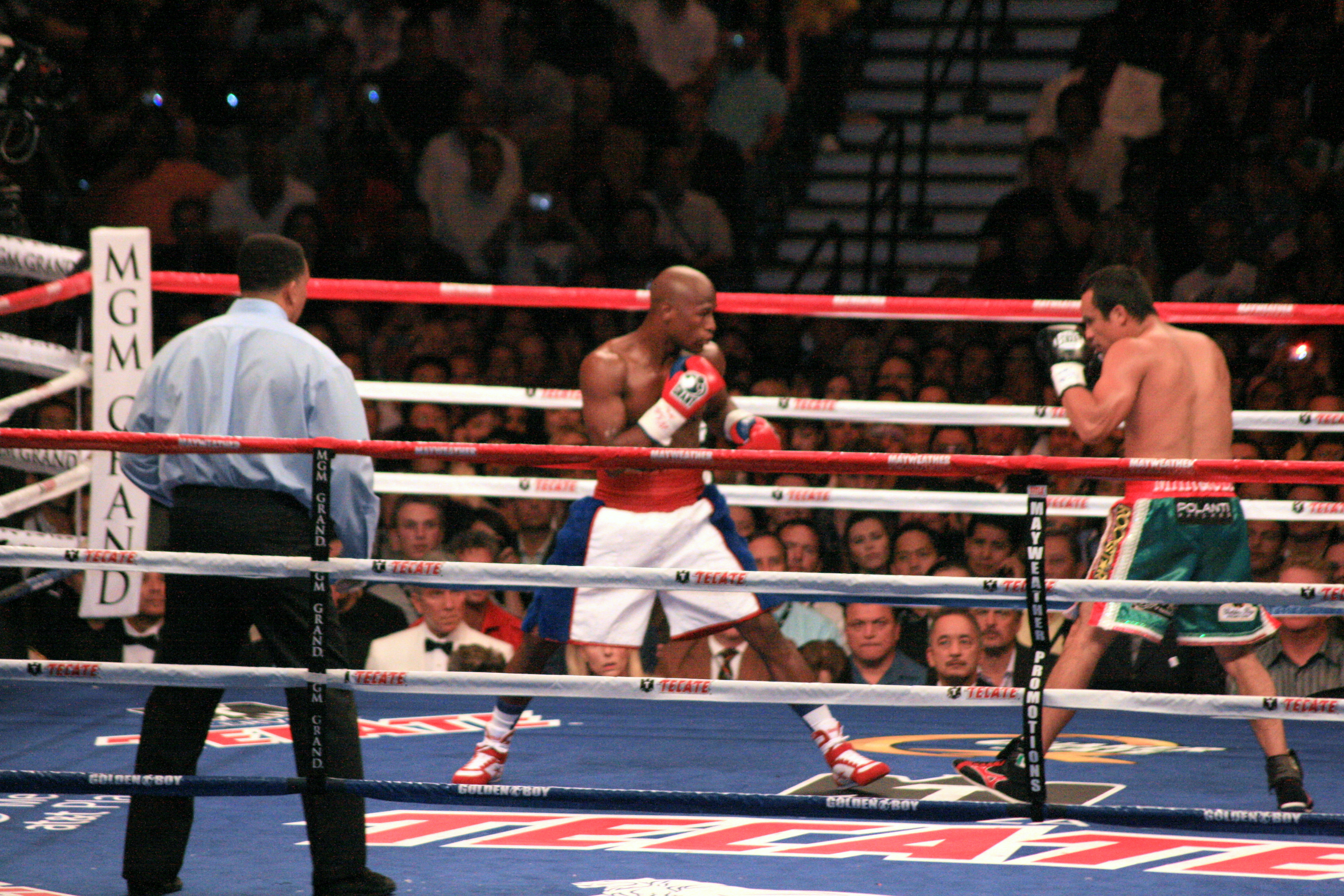
Mayweather volta de aposentadoria contra Juan Manuel Márquez, em 2009.

Depois de um longo período sem lutar, Mayweather anunciou seu retorno em MGM, Las Vegas. Money lutaria contra um dos maiores boxeadores da época, Juan Manuel Márquez, que tinha sido campeão mundial de 3 divisões.

##### Floyd Mayweather X Juan Manuel Marquez
Na noite de 20 de setembro de 2009, Em Las Vegas, o americano venceu o mexicano por pontos, em decisão unânime dos juízes. Depois de derrubar o "Dinamita" no segundo round, Mayweather controlou bem a luta, acertando vários golpes que foram castigando o adversário e consequentemente dominando os 12 rounds. Pela vitória, Floyd recebeu US$ 10 milhões. Mesmo perdendo, Juan Manuel Márquez embolsou um cachê de US$ 3,2 milhões, além de US$ 600 mil que Mayweather lhe pagou por não ter conseguido bater o peso combinado.
A performance acima da expectativa animou o lutador, que ainda dentro dos ringues cravou:

##### Floyd Mayweather X Shane Mosley
Diante dos olhos de Muhammad Ali e Mike Tyson, Floyd derrotou por pontos Shane Mosley e conseguiu retornar aos ringues com sucesso após a longa e fracassada negociação para agendar um combate com o filipino Manny Pacquiao, na ocasião, o número 1 peso por peso do mundo.  Esta luta não valia títulos.

##### Floyd Mayweather X Victor Ortiz
Em 18 de setembro de 2011 o atleta teve a vitória mais polêmica de sua carreira. No quarto round, Ortiz atingiu Mayweather com uma cabeçada. O juiz separou os dois lutadores, e com o adversário ainda com a guarda baixa, Mayweather acertou uma combinação para derrubar Ortiz, que foi nocauteado quando faltavam 2 minutos e 59 segundos para o encerramento do round. Pela única vez, Floyd foi vaiado em sua carreira.

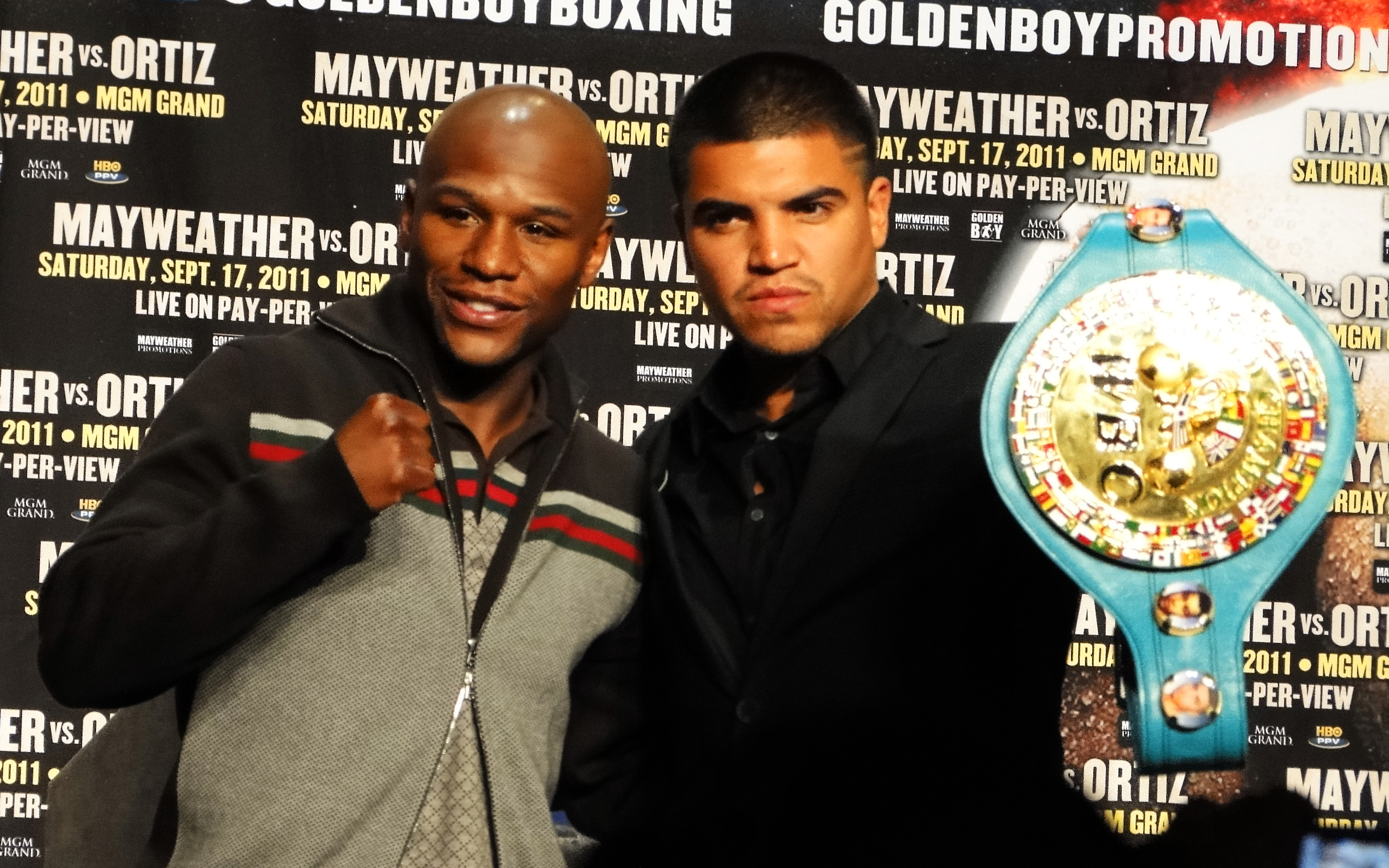
Victor Ortiz e Floyd Mayweather Jr.

##### Floyd Mayweather X Miguel Cotto
Pelo cinturão do médios-ligeiros, Floyd enfrentou o fenomenal porto-riquenho Miguel Cotto dia 5 de abril de 2012. Mayweather venceu 9 dos 12 assaltos, e levou US$ 32 milhões para casa. Floyd conquistou seu oitavo título mundial em cinco categorias diferentes.

##### Floyd Mayweather X Robert Guerrero
Depois de 1 ano afastado por problemas com a Justiça dos Estados Unidos, Mayweather enfrentou e venceu Robert Guerrero em Abril de 2013 de maneira unânime por 117 a 111, mantendo o cinturão dos pesos-meio-médios do Conselho Mundial de Boxe (WBC). Floyd mais uma vez embolsou US$ 32 milhões para subir aos ringues.
Antes da luta, Guerrero tinha um cartel de apenas 1 derrota em 35 lutas.

##### Floyd Mayweather X Saul "Canelo" Alvarez
Em um duelo de invictos, Mayweather castigou o mexicano durante a maior parte dos doze rounds da luta e venceu na decisão majoritária dos juízes. Dois dos componentes da mesa deram a vitória ao americano e o terceiro juiz, em uma decisão absurda, e muito criticada pela imprensa especializada, marcou empate.
"Eu achei que era piada. Eu não tenho controle sobre o que os juízes fazem. Fiquei um pouco chocado, mas essas coisas acontecem no esporte, no boxe. Tudo é uma experiência e um aprendizado", disse Maywheater.
Money embolsou o valor recorde de 41,5 milhões de dólares pela luta.

##### Floyd Mayweather X Marcos Maidana
Depois de flertar com o britânico Amir Khan e inclusive pedir que os torcedores escolhessem através de uma enquete o seu próximo rival, o boxeador invicto (45-0) na carreira, optou pelo argentino Marcos Maidana como oponente. Depois de uma polêmica envolvendo as luvas de Marcos Maidana, que segundo a equipe de Mayweather estaria com menos enchimento que o permitido, Mayweather e Maidana fizeram uma luta muito equilibrada no dia 3 de maio de 2014. Os primeiros rounds foram completamente dominados pelo argentino, ao passo que Mayweather recuperou os rounds finais. Dois juízes deram a vitória para Floyd enquanto o terceiro marcou empate.

##### Floyd Mayweather X Marcos Maidana II
Devido a luta muita parelha contra o argentino, Floyd Mayweather aceitou uma revanche imediata contra Marcos Maidana. A luta ocorreu em 13 de setembro, novamente no MGM Grand Las Vegas, em Las Vegas. Desta vez Money dominou grande parte do combate e venceu sem grandes surpresas. Um fato que chamou bastante atenção ocorreu no 8º round, quando Mayweather acusou Maidana de morder seus dedos da mão esquerda, causando interrupção da luta por alguns instantes. Apesar de vencer a revanche por decisão unânime Floyd reconheceu que não se saiu tão bem como na primeira luta.

### Floyd Mayweather Jr. x Manny Pacquiao
Um dos confrontos mais esperados da história do boxe mundial aconteceu no dia 2 de maio de 2015. Floyd encarou o filipino Manny Pacquiao. O combate foi entre os meio médios, até 66,7 kg e foi oficializado com a assinatura do contrato por ambas as partes e acabou divulgado pelo americano nas redes sociais com a foto do contrato. O encontro entre dois dos maiores da história era especulado há pelo menos cinco anos e por diversas vezes esteve muito próximo de acontecer.
- O que o mundo inteiro esperou chegou. Mayweather x Pacquiao no dia 2 de maio de 2015 é um negócio fechado. Eu prometi aos fãs que daria a eles esse acordo e fiz. Nós vamos fazer história no dia 2 de maio. Esse é o contrato assinado pelos dois lutadores - disse Mayweather nas redes sociais.
A luta ocorreu com o status de "luta do século" e valia os cinturões da WBA, WBC e WBO,o combate no entanto, não parecia muito empolgante, Pacquiao não parecia muito disposto a nocautear Floyd, assim como o americano em finalizar a luta com o "pac man". Depois dos 12 rounds, Mayweather venceu por decisão unânime, agora com o cartel de 48-0.

### Floyd Mayweather X Andre Berto
A última luta do contrato com Floyd aconteceu no dia 13/9 de 2015. Seu oponente foi o ex-campeão Andre Berto. Mayweather, que recebeu 35 milhões de dólares (R$ 135 milhões) pelo combate, venceu por pontos, em decisão unânime (117-111, 118-110, 120-108). O nocaute só esteve perto no último round. Sem uma boa sequência, Mayweather manteve o jejum de vitórias sem nocaute. O norte-americano, além disso, chegou a dançar e provocar Berto em vários momentos. Mayweather mostrou a velha categoria de sempre ao se esquivar de quase todos os golpes de Berto, com uma sequência impressionante no 11º round. Berto, por sua vez, atingiu o campeão com mais força pela primeira vez apenas no quinto round da luta.
Depois, na reta final do sétimo round, Berto desferiu alguns golpes seguidos em Mayweather. No intervalo, os dois chegaram a se encarar, precisando da intervenção do juiz do combate. Após o décimo round, o fato voltou a ocorrer.

### Recorde Histórico
Floyd Mayweather precisou de 21 anos para se eternizar na história do boxe. Para sempre, ele será lembrado como um mito do esporte.
Na madrugada do dia 26 de agosto de 2017, Floyd superou o número de vitórias do lendário peso-pesado Rocky Marciano (49-0) ao nocautear Conor McGregor e atingir um cartel perfeito de 50-0, sendo um dos poucos lutadores de boxe que encerraram suas carreiras sem nenhuma derrota na modalidade. Seu cartel, porém, é superado pelo do mexicano Ricardo “El Finito” López, que em 52 lutas, venceu 51 e empatou a outra.
O tailândes Chayaphol Moonsri também ultrapassou a marca de Mayweather em 2018 e atualmente possui um cartel invicto de 53-0. Porém ele só irá superar oficialmente o recorde de Floyd se conseguir se aposentar invicto.

## Aposentadoria
Ao igualar os números de Rocky Marciano, Mayweather confirmou a aposentadoria no dia 13 de setembro de 2015.
No entanto, seu pai se mostrou otimista com um possível retorno do filho aos ringues.

## Retorno da aposentadoria para enfrentar Conor McGregor (MayMac)
Conor McGregor e Floyd Mayweather se enfrentaram no dia 26 de agosto de 2017, na T-Mobile Arena, em Las Vegas, nos Estados Unidos, em combate de 12 rounds, válido pelo peso-médio-ligeiro (69,85 kg). Floyd derrotou McGregor aos 1:05 do 10º round, por TKO.
A luta foi feita nas regras do boxe, com luvas de 8 onças. A disputa foi distribuída através de ShowTime pay-per-view. Será um cartel inteiramente de boxe. A Mayweather Promotions será a principal promotora do evento.
"Ele é um competidor muito duro, eu acho que demos aos fãs o que eles gostariam de ver. Ele foi muito melhor do que eu achei que era." - Mayweather respondendo aos apresentadores do evento.
A bolsa de Floyd foi de US$ 100 milhões, não incluindo  ainda os percentuais de vendas de pay-per-view.

## Ganhos ($) de Mayweather
Esta lista mostra apenas os maiores pagamentos da carreira. Os outros ganhos foram de revendas de PPV, onde o americano é recordista com quase 20 milhões de assinaturas, e dos poucos contratos de patrocínio que fez, que não chegam a US$ 20 milhões na carreira.
| Ano  | Adversário                          | Faturamento ($) |
| ---- | ----------------------------------- | --------------- |
| 2005 | Arturo Gatti                        | US$ 3,2 milhões |
| 2006 | Carlos Baldomir                     | US$ 8 milhões   |
| 2007 | Oscar de la Hoya                    | US$ 25 milhões  |
| 2007 | Ricky Hatton                        | US$ 25 milhões  |
| 2009 | Juan Manuel Márquez                 | $25 milhões     |
| 2010 | Shane Mosley                        | US$ 25 milhões  |
| 2011 | Victor Ortiz                        | US$ 40 milhões  |
| 2012 | Miguel Cotto                        | US$ 40 milhões  |
| 2013 | Robert Guerrero                     | US$ 50 milhões  |
| 2013 | Saúl Álvarez                        | US$ 75 milhões  |
| 2014 | Marcos Maidana                      | US$ 40 milhões  |
| 2015 | Manny Pacquiao                      | US$ 250 milhões |
| 2015 | Andre Berto                         | US$ 35 milhões  |
| 2017 | Conor McGregor                      | US$ 370 milhões |
| 2018 | Tenshin Nasukawa (luta de exibição) | US$ 9 milhões   |

### Títulos profissionais
- Campeão Mundial dos Superpenas pelo CMB de 1998 a 2001
- Campeão Mundial dos Leves pelo CMB de 2002 a 2003
- Campeão Mundial dos Superleves pelo CMB em 2005
- Campeão Mundial dos Meio-médios pela FIB e OIB em 2006
- Campeão Mundial dos Médio-ligeiros pelo CMB em 2007
- Campeão Mundial dos Meio-médios pelo CMB desde 2011

## Cartel no Boxe
| 50 vitórias (27 nocautes), 0 derrotas, 0 empate                                                             |         |                     |      |               |                        |               |
| • KO = Nocaute • TKO = KO Técnico • UD = decisão unânime • SD = decisão dividida • MD = decisão majoritária |         |                     |      |               |                        |               |
| Resultado                                                                                                   | Recorde | Adversário          | Tipo | Round, temps  | Data                   | Local         |
| Vitória | 50-0    | Conor McGregor      | TKO  | 10 (12), 1:05 | 26 de agosto de 2017   | Las Vegas     |
| Vitória | 49–0    | Andre Berto         | UD   | 12            | 12 de setembro de 2015 | Las Vegas     |
| Vitória | 48–0    | Manny Pacquiao      | UD   | 12            | 2 de maio de 2015      | Las Vegas     |
| Vitória | 47–0    | Marcos Maidana      | UD   | 12            | 14 Setembro 2014       | Las Vegas     |
| Vitória | 46–0    | Marcos Maidana      | MD   | 12            | 3 Maio 2014            | Las Vegas     |
| Vitória | 45–0    | Saúl Álvarez        | MD   | 12            | 14 set. 2013           | Las Vegas     |
| Vitória | 44–0    | Robert Guerrero     | UD   | 12            | 4 mai 2013             | Las Vegas     |
| Vitória | 43–0    | Miguel Cotto        | UD   | 12            | 5 mai 2012             | Las Vegas     |
| Vitória | 42–0    | Victor Ortiz        | KO   | 4 (12), 2:59  | 17 set. 2011           | Las Vegas     |
| Vitória | 41–0    | Shane Mosley        | UD   | 12            | mai 2010               | Las Vegas     |
| Vitória | 40–0    | Juan Manuel Márquez | UD   | 12            | 19 set. 2009           | Las Vegas     |
| Vitória | 39–0    | Ricky Hatton        | TKO  | 10 (12), 1:35 | 8 dez. 2007            | Las Vegas     |
| Vitória | 38–0    | Oscar de la Hoya    | SD   | 12            | 5 mai 2007             | Las Vegas     |
| Vitória | 37–0    | Carlos Baldomir     | UD   | 12            | 4 nov. 2006            | Las Vegas     |
| Vitória | 36–0    | Zab Judah           | UD   | 12            | 8 abr. 2006            | Las Vegas     |
| Vitória | 35–0    | Sharmba Mitchell    | TKO  | 6 (12), 2:06  | 19 nov. 2005           | Portland      |
| Vitória | 34–0    | Arturo Gatti        | RTD  | 6 (12), 3:00  | 25 jun 2005            | Atlantic City |
| Vitória | 33–0    | Henry Bruseles      | TKO  | 8 (12), 2:55  | 22 jan. 2005           | Miami         |
| Vitória | 32–0    | DeMarcus Corley     | UD   | 12            | 22 mai 2004            | Atlantic City |
| Vitória | 31–0    | Phillip N'dou       | TKO  | 7 (12), 1:08  | nov. 2003              | Grand Rapids  |
| Vitória | 30–0    | Victoriano Sosa     | UD   | 12            | 19 abr. 2003           | Fresno        |
| Vitória | 29–0    | José Luis Castillo  | UD   | 12            | 7 dez. 2002            | Las Vegas     |
| Vitória | 28–0    | José Luis Castillo  | UD   | 12            | 20 abr. 2002           | Las Vegas     |
| Vitória | 27–0    | Jesús Chávez        | RTD  | 9 (12), 3:00  | 10 nov. 2001           | San Francisco |
| Vitória | 26–0    | Carlos Hernández    | UD   | 12            | 26 mai 2001            | Grand Rapids  |
| Vitória | 25–0    | Diego Corrales      | TKO  | 10 (12), 2:19 | 20 jan. 2001           | Las Vegas     |
| Vitória | 24–0    | Emanuel Augustus    | TKO  | 9 (10), 1:06  | 21 out. 2000           | Detroit       |
| Vitória | 23–0    | Gregorio Vargas     | UD   | 12            | 18 mar. 2000           | Las Vegas     |
| Vitória | 22–0    | Carlos Gerena       | RTD  | 7 (12), 3:00  | 11 set. 1999           | Las Vegas     |
| Vitória | 21–0    | Justin Juuko        | KO   | 9 (12), 1:20  | 22 mai 1999            | Las Vegas     |
| Vitória | 20–0    | Carlos Rios         | UD   | 12            | 17 fev. 1999           | Grand Rapids  |
| Vitória | 19–0    | Angel Manfredy      | TKO  | 2 (12), 2:47  | 19 dez. 1998           | Miami         |
| Vitória | 18–0    | Genaro Hernández    | RTD  | 8 (12), 3:00  | 3 out. 1998            | Las Vegas     |
| Vitória | 17–0    | Tony Pep            | UD   | 10            | 14 jun 1998            | Atlantic City |
| Vitória | 16–0    | Gustavo Cuello      | UD   | 10            | 18 abr. 1998           | Los Angeles   |
| Vitória | 15–0    | Miguel Melo         | TKO  | 3 (10), 2:30  | 23 mar. 1998           | Ledyard       |
| Vitória | 14–0    | Sam Girard          | TKO  | 2 (10), 2:47  | 28 fev. 1998           | Atlantic City |
| Vitória | 13–0    | Hector Arroyo       | TKO  | 5 (10), 1:21  | 9 jan. 1998            | Biloxi        |
| Vitória | 12–0    | Angelo Nuñez        | TKO  | 3 (8), 2:42   | 20 nov. 1997           | Los Angeles   |
| Vitória | 11–0    | Felipe Garcia       | KO   | 6 (8), 2:56   | 14 out. 1997           | Boise         |
| Vitória | 10–0    | Louie Leija         | TKO  | 2 (10), 2:33  | 6 set. 1997            | El Paso       |
| Vitória | 9–0     | Jesús Chávez        | TKO  | 5 (6), 2:02   | 12 jul. 1997           | Biloxi        |
| Vitória | 8–0     | Larry O'Shields     | UD   | 6             | 14 jun 1997            | San Antonio   |
| Vitória | 7–0     | Tony Duran          | TKO  | 1 (6), 1:12   | 9 mai 1997             | Las Vegas     |
| Vitória | 6–0     | Bobby Giepert       | KO   | 1 (6), 1:30   | 12 abr. 1997           | Las Vegas     |
| Vitória | 5–0     | Kino Rodriguez      | TKO  | 1 (6), 1:44   | 12 mar. 1997           | Walker        |
| Vitória | 4–0     | Edgar Ayala         | TKO  | 2 (4), 1:39   | fev. 1997              | Chula Vista   |
| Vitória | 3–0     | Jerry Cooper        | TKO  | 1 (4), 1:39   | 18 jan. 1997           | Las Vegas     |
| Vitória | 2–0     | Reggie Sanders      | UD   | 4             | 30 nov. 1996           | Albuquerque   |
| Vitória | 1–0     | Roberto Apodaca     | TKO  | 2 (4), 0:37   | 11 out. 1996           | Las Vegas     |

## WWE
Mayweather, Jr. apareceu na WWE, no evento No Way Out, em 17 de fevereiro de 2008, onde esteve envolvido em uma storyline com Big Show.
No No Way Out, um inconformado Floyd atingiu Big Show com um soco-inglês e fez sangrar o nariz de Show, provocando uma nova rivalidade.
No WrestleMania, Floyd nocauteou Big Show. Este, tentou atacar Mayweather, mas foi barrado pelos seguranças.

## Vida pessoal
- Floyd coleciona alguns delitos. O primeiro incidente aconteceu em 2009, quando duas pessoas afirmaram que foram alvejadas pelo lutador. Ninguém se feriu no suposto tiroteio e as acusações foram retiradas.[36]
- No fim de 2010, ele foi acusado de violência doméstica, pela ex-mulher, mãe de três dos seus quatro filhos. Acabou preso, solto em seguida. Ele teria agredido a ex-mulher e ainda roubado seu celular, em uma crise de ciúmes.[36]
- Mayweather ainda foi detido por agredir um segurança de um cassino, em um delito considerado menor.[36]
- Floyd é amigo pessoal do cantor Justin Bieber, que o acompanhou na entrada da luta contra Saul Alvarez junto com Lil Wayne.[37]
- O valor arrecadado por Mayweather nas últimas lutas supera os recordes de Evander Holyfield e Mike Tyson, que ganharam cada um US$ 30 milhões para lutarem em 1997.
- Floyd também é amigo do wrestler profissional Rey Mysterio, que causou a Feud entre Floyd e The Big Show.